# Jean Vilnet
Jean Félix Albert Marie Vilnet (Chaumont, 8 aprile 1922 – Saint-Dié-des-Vosges, 23 gennaio 2013) è stato un vescovo cattolico francese.

## Biografia
Jean-Félix-Albert-Marie Vilnet nacque a Chaumont, nel dipartimento dell'Alta Marna, l'8 aprile 1922. Era il figlio di Georges Vilnet (Troyes, 1892 - Épinal, 1974), capo divisione della prefettura di Chaumont, e Andréa Lévêque (Chaumont, 1892 - Épinal, 1971). La famiglia era cattolica praticante.

### Formazione e ministero sacerdotale
Studiò alla scuola secondaria del collegio di formazione per insegnanti di Chaumont e al liceo della stessa città ed ottiene i due rispettivi baccalaureati (equivalenti alla maturità italiana) nel 1939 e nel 1940. Dopo essere entrato nel seminario maggiore di Langres dove ottenne il baccalaureato in teologia, proseguì gli studi a Parigi, dove conseguì il dottorato in teologia presso l'Institut catholique di Parigi e il diploma dell'Ecole Pratique des Hautes Etudes nel 1946. Si recò quindi a Roma dove ottenne la licenza e la candidatura al dottorato in scienze bibliche negli anni 1946-1948. Completò la sua formazione presso la Facoltà di teologia di Lione dove nel 1949 conseguì la laurea in diritto canonico.
L'8 aprile 1944 fu ordinato diacono nella cappella di San Giuseppe dell'Institut catholique di Parigi dal cardinale Emmanuel Célestin Suhard. Il 22 ottobre successivo fu ordinato presbitero per la diocesi di Langres. Parallelamente ai suoi studi romani fu cappellano della parrocchia di San Luigi dei Francesi dal 1946 al 1949. Tornato in patria fu professore di teologia alla scuola di teologia di Langres dal 1949 al 1957 e al liceo di Châlons-sur-Marne dal 1957 al 1964.

### Ministero episcopale
Il 24 settembre 1964 papa Paolo VI lo nominò vescovo di Saint-Dié. Ricevette l'ordinazione episcopale il 13 dicembre successivo dal vescovo di Langres Alfred-Joseph Atton, co-consacranti il vescovo di Montauban Louis-Marie-Joseph de Courrèges d'Ustou e quello di Châlons René-Joseph Piérard.
Partecipò alle ultime due sessioni del Concilio Vaticano II.
Il 13 agosto 1983 papa Giovanni Paolo II lo nominò vescovo di Lilla.
Fu vicepresidente della Conferenza episcopale di Francia dal 1978 al 1981 e presidente della stessa dal 1981 al 1987. Durante questo periodo intervenne nel dibattito sull'educazione cattolica all'interno del disegno di legge Savary del 1984 e incontrò il presidente della Repubblica François Mitterrand per discutere di questo. Dovette anche rispondere alla prima fecondazione in vitro avvenuta all'ospedale Saint-Philibert dipendente dall'Istituto cattolico di Lilla nel 1986. In seno alla Conferenza fu anche presidente della commissione per l'unità dei cristiani dal 1987 al 1993.
Dal gennaio del 1996 fece parte del "gruppo di San Gallo", un gruppo informale di chierici di alto rango e riformisti che si incontravano ogni anno a gennaio vicino a San Gallo, in Svizzera, per scambiarsi liberamente idee sulle questioni ecclesiastiche.
Il 2 luglio 1998 papa Giovanni Paolo II accettò la sua rinuncia al governo pastorale della diocesi per raggiunti limiti di età. Risiedette a Nancy e poi a Saint-Dié-des-Vosges. Fu presidente della Fondazione Jean Rodhain dal 1998 al 2008.
Morì a Saint-Dié-des-Vosges il 23 gennaio 2013 all'età di 90 anni. Le esequie si tennero sabato 26 gennaio alle ore 14.30 nella cattedrale di Saint-Dié. Al termine del rito fu sepolto nella tomba dei vescovi dello stesso edificio.

## Opere
- La Bible dans Saint Jean de la Croix (tesi di dottorato)
- Bible et mystique

## Genealogia episcopale e successione apostolica
La genealogia episcopale è:
- Cardinale Scipione Rebiba
- Cardinale Giulio Antonio Santori
- Cardinale Girolamo Bernerio, O.P.
- Arcivescovo Galeazzo Sanvitale
- Cardinale Ludovico Ludovisi
- Cardinale Luigi Caetani
- Cardinale Ulderico Carpegna
- Cardinale Paluzzo Paluzzi Altieri degli Albertoni
- Papa Benedetto XIII
- Papa Benedetto XIV
- Papa Clemente XIII
- Cardinale Marcantonio Colonna
- Cardinale Giacinto Sigismondo Gerdil, B.
- Cardinale Giulio Maria della Somaglia
- Cardinale Carlo Odescalchi, S.I.
- Cardinale Costantino Patrizi Naro
- Cardinale Lucido Maria Parocchi
- Papa Pio X
- Arcivescovo Eugène-Jacques Grellier
- Cardinale Emmanuel Suhard
- Vescovo Robert Picard de la Vacquerie
- Vescovo Alfred-Joseph Atton
- Vescovo Jean-Félix-Albert-Marie Vilnet

La successione apostolica è:
- Vescovo Louis Kuehn (1974)
- Vescovo Michel Joseph Kuehn (1978)
- Vescovo Léon Aimé Taverdet, F.M.C. (1981)
- Vescovo Paul-Marie Joseph André Guillaume (1984)
- Vescovo Marcel Paul Herriot (1987)
- Vescovo Jean-Georges Deledicque (1987)